# Toxoplasmoză
Toxoplasmoza este o boală parazitară cauzată de către Toxoplasma gondii. Această infecție nu produce de obicei simptome la adulți, fiind deci asimptomatică. Poate cauza rar dureri sau mialgie care pot dura o lună sau mai mult, sau simptome asemănătoare gripei. Este foarte puțin probabil ca o persoană cu un sistem imun funcțional să dezvolte simptome severe în urma infectării.
Toxoplasmoza se transmite prin consumarea alimentelor contaminate cu chisturi, prin expunerea la fecale de pisică infectată sau poate fi transmisă de la mamă la făt în timpul sarcinii. Rar, se poate transmite prin transfuzie.